# アグリメディア
株式会社アグリメディアは東京都目黒区に本社をおき、農業体験・飲食事業やキャリア事業を中心に展開する企業である。

## 企業概要
2011年4月に設立。農業体験・飲食事業を中心にキャリア事業、農地活用事業などを行う。

## 沿革
- 2011年4月 - 東京都新宿区で株式会社アグリメディアを設立
- 2011年6月 - 学べる収穫体験「ノウジョウシェア」サービス開始
- 2012年2月 - サポート付き市民農園「シェア畑」サービス開始
- 2012年8月 - マンション居住者向けの農園サービス開始
- 2012年12月 - 資本金を1800万円に増資
- 2013年1月 - 資本金を6100万円に増資
- 2013年4月 - 農産物直売所「朝採れファーム高麗郷」オープン
- 2014年5月 - UR都市機構の、団地敷地内での農園サービス開始
- 2014年10月 - 「シェア畑」20農園に
- 2015年3月 - 農地の維持管理サービス「草刈くん」サービス開始
- 2015年6月 - 生産者と共同経営の飲食店「農家カフェ」をオープン
- 2015年9月 - 資本金を9300万円に増資
- 2015年11月 - 「シェア畑」50農園に
- 2016年4月 - 伊勢原市より指定管理を受託。農業総合レジャー施設「アグリパーク伊勢原」オープン
- 2016年4月 - 資本金を1億9800万円に増資
- 2016年8月 - 新しい農との関わり方「ファームヘルプ」サービス開始（農作業受託、研修事業）
- 2016年9月 - 神奈川県より地域活性事業を受託し、農業の体験イベント・オーナー制度「里山シェア」サービス開始
- 2017年1月 - 資本金を2億9800万円に増資
- 2017年4月 - 農業に特化した求人広告・人材紹介を手がける「アグリ・コミュニティ」を100%子会社化
- 2017年4月 - 柏市まちづくり公社より、あけぼの山農業公園内のBBQ場・食堂の運営を受託。合わせて収穫体験付きBBQ「ベジQ」をリリース。
- 2017年6月 - 新潟県より、就農支援ポータルの作成及び運営を受託
- 2017年10月 - 資本金を7億250万円に増資
- 2018年4月 - 神奈川県清川村より、「道の駅清川」の指定管理業務を受託し、運営開始
- 2018年7月 - 100％子会社の「アグリ・コミュニティ」を吸収合併
- 2018年9月 - 埼玉県草加市の「都市農業振興基本計画」策定のコンサルティング業務を受託
- 2018年10月 - 「シェア畑」80農園に
- 2021年4月 - 本社を東京都目黒区に移転[2]

## 主な株主
- グローバル・キャピタル・サービス
- グローバル・ブレイン
- SMBCベンチャーキャピタル
- 三井不動産
- 博報堂DYベンチャーズ
- JR西日本イノベーションズ
- ちばぎんキャピタル

## テレビ番組
- 日経スペシャル カンブリア宮殿 "おいしい農業" 新勢力SP 今こそ農業は宝の山だ！楽しくおいしい 絶品アイデアで農業を変えろ！（2017年12月7日、テレビ東京）[3]